# Progetto di costituzione per la Corsica
Il Progetto di costituzione per la Corsica, scritto probabilmente tra il gennaio e il settembre del 1765 e pubblicato postumo nel 1861, è tra le opere meno conosciute del filosofo svizzero illuminista Jean-Jacques Rousseau (1712-1778). L'opera nasce su richiesta di Matteo Buttafuoco, plenipotenziario del Consiglio Indipendentista Corso.

## Contenuti
Sebbene non sia preso molto in considerazione nello studio del pensiero politico del ginevrino, il Progetto di costituzione per la Corsica rappresenta un'importante testimonianza della volontà di Rousseau di voler dare applicazione concreta ad alcune tesi politiche esposte nel Contratto sociale. L'opera, allo stesso modo delle Considerazioni sul governo della Polonia, costituisce una tappa fondamentale del processo di maturazione del pensiero politico di Rousseau. Difatti, con entrambe le opere, il filosofo ginevrino si trova a vestire i panni del legislatore, descritto nel Contratto sociale come una figura illuminata che ha il compito di porre in essere i fondamenti istituzionali e di morale civile.
Nel periodo in cui il Progetto viene elaborato, la Corsica vive un momento storico di indipendenza, ottenuta nel 1755 nei confronti della Repubblica di Genova, grazie all'opera dell'eroe còrso Pasquale Paoli, che fa dell'isola il primo Stato europeo dotato di una costituzione democratica e moderna, in parte ispirata alle soluzioni proposte da Rousseau. Il Progetto di Costituzione per la Corsica, tuttavia, rimase un abbozzo, in quanto l’isola venne annessa alla Francia nel 1768 con il Trattato di Versailles.
Secondo Rousseau, la Corsica rappresenta uno degli stati più adatti a ricevere una costituzione. A tal riguardo, già nel Contratto sociale si legge: “Vi è ancora in Europa un paese capace di ricevere una legislazione ed è l’isola di Corsica”. L’opinione del filosofo è dettata dal fatto che la popolazione corsa si troverebbe ancora quasi in uno stato di naturale purezza, simile a quello descritto nel Discorso sull’origine e i fondamenti della diseguaglianza tra gli uomini. Inoltre, Rousseau, elogia la tenacia dei corsi, che sono riusciti a liberarsi dal giogo straniero.
Il Progetto formula alcune proposte per superare i problemi indotti dalla dominazione genovese, a cominciare dallo spopolamento e dalla povertà. Il filosofo suggerisce di basare la costituzione sull’agricoltura; un sistema agrario autonomo può infatti rendere la popolazione indipendente dall’importazione di beni da altri stati e favorire la crescita demografica perché aumentano i mezzi di sussistenza. La costituzione del popolo corso deve favorire una distribuzione omogenea della popolazione sul territorio, il quale deve essere sfruttato al meglio in tutte le zone. L’agricoltura favorisce anche l’amore per la patria e per la costituzione, poiché “i contadini sono attaccati alla loro terra molto più di quanto i cittadini non lo siano alle loro città”.
Come previsto dall’autore nel Contratto sociale, per essere legittima la costituzione deve sempre basarsi su una forma di stato repubblicana, mentre per individuare la forma di governo adatta ad uno Stato, bisogna prendere in considerazione “il clima, il carattere degli abitanti, le situazioni economico-sociali, le circostanze storiche e politiche”. La forma di governo meno dispendiosa per la Corsica, e quanto più favorevole all'agricoltura, è per Rousseau quella che contempla il minor numero di stati gerarchici, di classi diverse, e cioè quella democratica. Come sottolineato nel Contratto sociale, questa è la forma di governo meno onerosa, in quanto permette di ridurre al minimo la distanza tra il Popolo e il Governo, facendo diminuire i tributi a carico della popolazione.
Tuttavia, Rousseau è consapevole che per applicare questa forma di governo alla Corsica sono necessarie alcune modifiche, poiché la democrazia si addice alle piccole città piuttosto che a una grande nazione. Per questo motivo, egli propone una forma di governo misto, nella quale il popolo si riunisca per gruppi e dove però esistano dei depositari del potere, di numero più ristretto di quello dell'intero popolo, che vengono spesso mutati. Favorì anche scambi commerciali misti all'interno dell'isola e chiese ai Corsi di impegnarsi nella produzione nelle parti meno arabili dell'isola. Rousseau tenne presente la fonte geopolitica dell'infelicità corsa e chiese ai corsi di risparmiare legname per costruire una marina.
Involontariamente, i genovesi hanno preparato le basi per la libertà corsa: negando il commercio all’isola, abolendo la nobiltà e organizzando il territorio per l’esazione delle tasse in pievi. Quest’ultime favoriscono l’affermazione di un governo democratico, poiché riuniscono il popolo in circoscrizioni territoriali piuttosto che in un'unica assemblea.
L’abolizione della nobiltà, invece, garantisce una costituzione che si basa sull’uguaglianza, dove le persone si distinguono solo per merito, ossia per il fatto di compiere o meno azioni positive per lo Stato: “riporre la dignità di uno Stato nei titoli di pochi suoi membri significa scambiar l’ombra col corpo.”
Infine, nei frammenti separati all’opera, che ne costituiscono la parte incompiuta, Rousseau ha previsto un giuramento solenne connotato da un carattere fortemente religioso, da celebrare nello stesso giorno in tutta l’isola, mediante il quale la Nazione si sarebbe unita in unico corpo. Quest’ultimo richiama alcuni aspetti fondamentali previsti nel Contratto sociale come il patto sociale, il principio di supremazia della legge e la consacrazione della libertà. 